# 1596 Itzigsohn
1596 Itzigsohn este un asteroid din centura principală, descoperit pe 8 martie 1951, de Miguel Itzigsohn.